# Estanislao Zuleta
Estanislao Zuleta Velásquez (Medellín, 3 de febrero de 1935 - Cali, 17 de febrero de 1990)  fue un filósofo, escritor y pedagogo colombiano. Zuleta ha sido apreciado por su oratoria. Se dedicó a la filosofía, la economía, el psicoanálisis y la educación, dejó tratados sobre pensadores tanto de la Antigüedad como del mundo contemporáneo y la modernidad. Su pensamiento fue rico en materia sociológica e histórica con relación a Colombia y América Latina. Fue además asesor de las Naciones Unidas, el Ministerio de Agricultura de Colombia y el Instituto Colombiano de la Reforma Agraria (Incora). Fue además colaborador de la revista Crisis de Medellín. Recibió el doctorado honoris causa de parte de la Universidad del Valle en 1980. La Fundación Estanislao Zuleta y la Corporación Cultural Estanislao Zuleta se dedican a la promoción del pensamiento y obra de Zuleta. 
Zuleta nació en Medellín el 3 de febrero de 1935, en una familia de intelectuales. Su padre, Estanislao Zuleta Ferrer, murió en el mismo accidente aéreo en Medellín que segó la vida de Carlos Gardel.
En su juventud, Zuleta abandonó el colegio para dedicarse a estudiar por su cuenta, especialmente literatura, historia, arte y ciencias sociales.
Fue discípulo de Fernando González Ochoa, llamado "el brujo de Otraparte".

## Vida privada
Tuvo cinco hijos llamados Silvia Zuleta, José Zuleta, Fernando Zuleta, Yolanda Zuleta y Morella Zuleta, y fue abuelo de Ilenia Antonini.

## Actividad política
En el marco de la dictadura de Rojas Pinilla, en 1953 se afilió al Partido Comunista Colombiano (PCC) e incluso llegó a viajar a Bucarest para asistir al Encuentro anual de Juventudes Comunistas. Como intelectual de izquierda, analizó El capital de Marx y combinó ese estudio con el del psicoanálisis de Freud, cuya síntesis plasmó en el artículo "Marxismo y psicoanálisis".
Incómodo con el dogmatismo del PCC, proyectó la creación del Partido Revolucionario Socialista y, junto a diversos amigos —como el escritor Eduardo Gómez—, fundó la publicación Estrategia. También abrió entonces la librería La Tertulia, donde tenían lugar las reuniones del incipiente movimiento. Problemas y discrepancias dentro del grupo, como la posibilidad de la lucha armada —que Zuleta, de convicciones democráticas, rechazó—, propiciaron el cierre de La Tertulia y la disolución del proyecto de partido. Durante esos años Zuleta atravesó dificultades y careció de empleo, acosado por el Departamento Administrativo de Seguridad (DAS) que lo tachó de «comunista indeseable».

## Filosofía
La visión del mundo de Zuleta estuvo influenciada por personajes como Baudelaire, Levi-Strauss, Marx, Nietzsche y especialmente por Freud y Thomas Mann.
Su senda filosófica era la de pensar al hombre y a la sociedad de manera holística. Esto es, renunciar al limitado refugio de la especialización. Luchó durante más de cuarenta años por derrumbar los muros de cada disciplina en virtud de esta visión universal, que, según él, podría despertar preguntas y enriquecer el pensamiento.
Pese a que Estanislao Zuleta fue un devoto lector, siempre prefirió socráticamente hablar a escribir porque descreía del olvido: todo lo que ha pasado por nuestras almas permanece en ellas, vivo y activo, aunque no aflore nunca a la conciencia ni se emancipe en lenguaje.

## Inicios profesionales y profesor universitario
El filósofo dedicaría sus estudios, entre otros argumentos, a la economía política, centrada en el contexto latinoamericano, sobre la cual daría sus primeras conferencias a partir de 1963. Como profesor, se inicia en las cátedras de derecho y filosofía en 1968 en la Universidad Nacional y en la Universidad Libre de Bogotá. Un año más tarde, la Universidad Santiago de Cali lo contrata como profesor, y finalmente como vicerrector académico. Regresa a Medellín para trabajar en la Universidad de Antioquia, cerrando así el periplo por los centros de enseñanza superior en tres principales universidades del país.

### Investigador
Como investigador,  Estanislao Zuleta participó en diferentes capítulos de trabajo dentro de las áreas sociales, económicas y pedagógicas. Finalmente, se radicó en Cali, donde trabajó en varios centros educativos como la Universidad Santiago de Cali, la Universidad del Valle y adicionalmente en el campus de la Universidad Pedagógica y Tecnológica de Colombia en la ciudad de Tunja.
En 1980, la Universidad del Valle le concedió el doctorado honoris causa en psicología; en la ceremonia de entrega leyó uno de los tratados más célebres del pensamiento colombiano contemporáneo, Elogio de la dificultad. La última década de su vida la terminaría en dicha universidad.

## Obras
Obras y artículos de Estanislao Zuleta.
- (1963) Comentarios a la “Introducción general a la crítica de la economía política” de Carlos Marx. Editorial Universidad de Antioquia. Medellín.
- (1967) Conferencias de economía política latinoamericana. Editorial Universidad Libre. Bogotá.
- (1970) Historia económica de Colombia. Universidad del Tolima. Ibagué.
- (1973) La tierra en Colombia. Editorial Oveja Negra. Bogotá.
- (1976) Conferencias sobre historia económica de Colombia. Ediciones Tiempo Crítico.
- (1977) Comentarios a la “Introducción general a la crítica de la economía política” de Carlos Marx. Editorial La Carreta. Colombia.
- (1977) Lógica y crítica. Facultad de Humanidades, Universidad del Valle. Cali.
- (1977) Conferencias sobre historia económica de Colombia. Ediciones La Carreta.
- (1977) Thomas Mann, la montaña mágica y la llanura prosaica. Colección Autores Nacionales. Biblioteca Colombiana de Cultura.
- (1978) Teoría de Freud al final de su vida. Editorial Latina.
- (1980) Comentarios a “Así habló Zaratustra” de Nietzsche. Facultad de Humanidades.
- (1980) El matrimonio, la muerte y la propiedad en Tolstoi. Editorial Nueva Letra. Cali.
- (1982) Sobre la lectura. Estanislao Zuleta. Medellín.
- (1982) Experiencia y Verdad en Freud. Revista Laberintos, Popayán, Conferencia en la Universidad del Cauca
- (1985) El pensamiento psicoanalítico. Colección Espejo. Editorial Percepción. Medellín.
- (1985) Sobre la idealización en la vida personal y colectiva y otros ensayos. Procultura. Bogotá.
- (1986) Psicoanálisis y criminología. Editorial Percepción.
- (1986) Arte y Filosofía. Colección Quipus. Editorial Percepción. Medellín.
- (1987) Ensayos sobre Carlos Marx. Colección Quipus. Editorial Percepción. Medellín.
- (1988) La poesía de Luis Carlos López. Colección Metáfora. Editorial Percepción. Medellín.
- (1991) Colombia: violencia, democracia y derechos humanos. Ensayos Letras Cubanas. Altamira Editores.
- (1994) Elogio de la dificultad y otros ensayos. Fundación Estanislao Zuleta.
- (1995) Educación y democracia. Corporación Tercer Milenio.
- (1996) Lógica y crítica. Facultad de Humanidades, Universidad del Valle. Santiago de Cali.
- (2000) Elogio de la dificultad y otros ensayos. Fundación Estanislao Zuleta.
- (2001) Media:Arte y Filosofía. Editorial Hombre Nuevo.
- (2001) El Quijote, un nuevo sentido de la aventura. Hombre Nuevo Editores.
- (2004) Psicoanálisis y criminología. Hombre Nuevo Editores. Medellín.
- (2004) El pensamiento psicoanalítico. Hombre Nuevo Editores. Medellín.
- (2004) Educación y democracia. Editorial Hombre Nuevo.
- (2007) Tres rescates. Fundación Estanislao Zuleta y Hombre Nuevo Editores. Medellín.
- (2007) Nietzsche y el ideal ascético. Universidad de Antioquia.
- (2008) Estanislao Zuleta. Una aproximación a su pensamiento - An approach to his thinking. Primera Edición bilingüe. New York: Movimientos de - Jay College.
- (2015) Elogio de la dificultad y otros ensayos. Bogotá: Ariel. ISBN 978-958-42-4491-8.

### Conferencias
- (1980) Elogio de la Dificultad. Universidad del Valle.

### Artículos[12]
- (1975) Homenaje a Thomas Mann. Revista Universidad del Valle #1. Santiago de Cali.
- (1977) Lógica y crítica. Revista Pliegos # 4. Universidad del Valle. Cali.
- {1981) Reflexiones sobre el fetichismo. Revista de Extensión cultural #11, Universidad Nacional. Medellín. 1981.
- (1982) Sobre la idealización en la vida personal y colectiva y otros ensayos. Revista de Extensión cultural #12-13-14 Universidad Nacional. Medellín.
- (1985) Sobre la guerra, esa borrachera colectiva.
- (1985) La educación: un campo de combate. Entrevista a Estanislao Zuleta. Revista Educación y Cultura #4, FECODE. Bogotá. 1985.
- (1990) La violencia política en Colombia. Revista Foro # 12. Colombia.
- (2001) La participación democrática y su relación con la educación. Revista Polis. Universidad Bolivariana Vol. 1, #2. 2001.
- (2002) Ciudad e identidad. Revista de Estudios Sociales # 11. Colombia.
- (2006) Democracia, participación y sociedad en Colombia. Revista Foro # 59-60.

### Obras sobre Estanislao Zuleta[13]
- (2005) Estanislao Zuleta o la voluntad de comprender. Alberto Valencia Gutiérrez. Hombre nuevo editores. Cali
- (2006) La rebelión de un burgués: Estanislao Zuleta, su vida. Jorge Vallejo Morillo. Editorial Norma. Bogotá
- (2011) Lo que no fue dicho. Zuleta Ortiz, José. Seix Barral.